# 資產擔保證券
資產擔保證券（简称ABS），也稱作資產抵押證券，中國大陸又稱资产支持证券，為一種資產證券化的衍生性金融商品，是以资产（例如不動產）的组合作为抵押担保而发行的證券。
资产支持证券通常是由银行、信用卡公司的贷款协议或者应收帐款作为担保基础发行的证券或票据。在ABS中可以分为狭义ABS和担保债权凭证（英語：Collateralized Debt Obligation，简称CDO）两类，前者包括信用卡贷款、学生贷款、汽车贷款、设备租赁、消费贷款、房屋资产抵押贷款等为标的资产的证券化产品，后者是以银行贷款为标的资产的证券化产品。